# Sonate pour hautbois et piano de Saint-Saëns
Pour les articles homonymes, voir Sonate pour hautbois et piano.
La Sonate pour hautbois et piano est une œuvre de Camille Saint-Saëns composée en 1921.

## Présentation
La Sonate pour hautbois de Camille Saint-Saëns s'inscrit dans un cycle de sonates pour vents que le compositeur destine « aux instruments peu favorisés sous ce rapport », pour leur donner « les moyens de se faire entendre ».
Composée en mai-juin 1921, la sonate est publiée en novembre de la même année par les éditions Durand et porte le numéro d'opus 166 : c'est une des dernières œuvres musicales de Saint-Saëns, qui meurt quelques mois plus tard à Alger.
La partition, notée « Sonate pour hautbois avec accompagnement de piano », est dédiée à Louis Bas, soliste de l'Orchestre de l'Opéra de Paris et de l'Orchestre de la Société des concerts du Conservatoire, qui l'a jouée le 21 juin 1921 en présence du compositeur.

## Structure
L’œuvre, d'une durée moyenne d'exécution de onze minutes environ, comprend trois mouvements :
1. Andantino, à
2. Allegretto, à
3. Molto allegro, à

## Analyse
Le premier mouvement de la Sonate est un Andantino en ré majeur, qui se présente comme une aria de forme lied « parée de grâces rococo, avec un volet central en mi bémol ».
Le deuxième mouvement s'ouvre sur un « délicat récitatif de caractère bucolique et chantant », auquel succède un Allegretto ternaire, en si bémol majeur, « dans le goût pastoral, rehaussé d'harmonies savoureuses, avec de légères touches modales », que Jean Gallois rapproche de « l'esthétique de la gigue ». Le mouvement se referme, dans la cadence conclusive, sur le retour du récitatif.
Le finale est un Molto allegro spirituel et charmeur, dans lequel le hautbois « se révèle virtuose, plein de délicatesse, d'humour et de charme en une sorte de tarentelle avec un bref mais curieux rappel en écho de la Sonate de Franck et un passage aigu jusqu'au fa dièse, avant de retrouver la tonalité initiale de ré majeur ».
À l'instar des Sonate pour clarinette et Sonate pour basson exactement contemporaines, la Sonate pour hautbois est habitée par un esprit néoclassique, une rigueur archaïque et une forme réduite à l'essentiel qui annoncent les œuvres similaires du Groupe des Six et de Poulenc en particulier,. Elle constitue le testament musical de Saint-Saëns, en même temps que le point culminant de son œuvre de musique de chambre. C'est aujourd'hui un pilier du répertoire de l'instrument,.

## Discographie
- Camille Saint-Saëns : Chamber Music for Wind Instruments and Piano, Ingo Goritzki (hautbois) et Leonard Hokanson (piano), MDG 3040395, 1991[9].
- Saint-Saëns : Chamber Music, CD 2, Gareth Hulse (hautbois), Ian Brown (piano), Hyperion Records 67431, 2005[10].
- Camille Saint-Saëns : Musique de chambre avec vents, CD 2, Alexandre Gattet (hautbois) et Pascal Godart (piano), Indésens Records 010, 2010[11].
- Saint-Saëns : Music for Wind Instruments, Charles Hamann (hautbois) et Stéphane Lemelin (piano), Naxos 8.570964, 2010[12].
- Saint-Saëns : Chamber Music, Francesco Di Rosa (hautbois) et Akane Makita (piano), Brilliant Classics 95165, 2015[13].
- Camille Saint-Saëns Edition, CD 12, Nicholas Daniel (hautbois) et Julius Drake (piano), Warner Classics 0190296746048, 2021[14].

### Éditions
- Camille Saint-Saëns, Sonate pour hautbois avec accompagnement de piano, Durand, 1921.
- Camille Saint-Saëns (préf. Peter Jost), Sonate pour hautbois, G. Henle Verlag, coll. « Urtext », 2010 (ISMN 979-0-2018-0964-9, présentation en ligne, lire en ligne).

### Ouvrages
- Jean-Alexandre Ménétrier, « Camille Saint-Saëns », dans François-René Tranchefort (dir.), Guide de la musique de chambre, Paris, Fayard, coll. « Les Indispensables de la musique », 1989, 995 p. (ISBN 2-213-02403-0), p. 752–763.
- Jean Gallois, Camille Saint-Saëns, Liège, Mardaga, coll. « Musique-Musicologie », 2004 (ISBN 2-87009-851-0).